# Chiesa di San Daniele in Castello
La chiesa di San Daniele in Castello è un edificio religioso situato a San Daniele del Friuli.

## Storia
La tradizione narra che agli inizi del X secolo (anno 929) l’edificio sacro viene fatto erigere dal principe “longobardo” Rodoaldo come atto di espiazione per l’omicidio compiuto ai danni di Leone, patriarca di Aquileia. Secondo questa leggenda, la chiesa diventa pieve e punto di riferimento per gli abitanti sparsi nella pianura e alle falde del colle.
Non molte le notizie storiche: un messale aquileiese della seconda metà del XV secolo, conservato della Biblioteca Guarneriana, menziona la celebrazione della “quattrocentesima consacrazione della chiesa di San Daniele” (avvenuta quindi nell’XI secolo); nel 1268 si cita una donazione dei fratelli nobili Luigino e Cozanello per incrementarne l’illuminazione; nell’anno 1400 il fonte battesimale è fatto trasportare dalla chiesa del castello a quella di San Michele; nel 1438 è ampliata ad opera del magistro Bertone fu Odorico di Pretto di San Daniele.
Girolamo di Porcia nel 1567 annota: “...ha questo luogo il Castello rovinato, dove non vi è se non la chiesa, e certe casette di quelli del Castello, che hanno voce in Parlamento”.
Un nuovo intervento strutturale ha luogo fra il 1666 e il 1668 ad opera di Valentino Cassino, con la creazione di tre cappelle dedicate rispettivamente a san Daniele, al Santo Crocifisso e a san Filippo Neri.
Con i lavori avviati nel 1747, ad opera del conte Alberto Bertoli, l’edificio è consacrato nel 1750 ma assume l'attuale aspetto entro il 1755. Gran parte delle sue più antiche strutture è demolita e l'asse dell'edificio è ruotato da est-ovest a nord-sud.
La struttura è danneggiata durante un bombardamento nell’ottobre 1917 e restaurata nel 1929.

## Archeologia
Per una corretta definizione della sequenza storica di questo luogo, di fondamentale importanza è risultata l’indagine archeologica realizzata in nove mesi fra il 1984 e il 1985 dalla Soprintendenza archeologica del Friuli Venezia Giulia. Lo scavo è avvenuto preliminarmente al recupero delle strutture architettoniche della chiesa, seriamente compromesse dal sisma del 1976.
È stato indagato tutto l’interno dell’edificio ad eccezione della metà nord dell’abside centrale (occupata dall’altare), del tratto nord della sagrestia laterale occidentale e di tutta l’area della sagrestia laterale est. All’esterno sono state scavate l’area ad ovest della chiesa, adiacente al perimetrale esterno e per la larghezza del muro della torre campanaria; a sud, di fronte alla facciata ma solo nel tratto orientale; a nord con un piccolo saggio adiacente all’abside, sotto i resti del bassorilievo con Natività. Inoltre, sono stati eseguiti nove saggi archeologici nel giardino della villa Ticozzi de Concina, adiacente all’edificio sacro.
I risultati di questa ricerca hanno consentito di allargare gli orizzonti sulla storia insediativa più antica del paese, quella non scritta, che si è stratificata nella terra e nelle murature.
Le vicende di questo insediamento sono scandite soprattutto dalla presenza o meno della chiesa. Per questo sono state suddivise in due momenti fondamentali:
1. prima della costruzione di un edificio di culto cristiano;
2. edificio di culto cristiano.

### Prima della costruzione di un edificio di culto cristiano

#### Villaggio protostorico e luogo di culto preromano

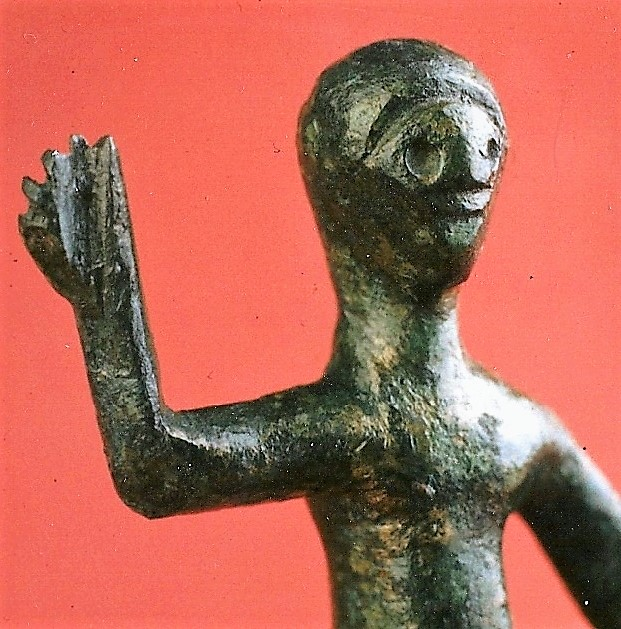
Particolare della statuina bronzea raffigurante guerriero in assalto (IV-III secolo a. C.).

Le più antiche testimonianze materiali della frequentazione umana del colle sandanielese, rinvenute negli strati più profondi sotto la chiesa, risalgono ad un periodo compreso tra XI e VIII secolo a. C.: consistono essenzialmente da frammenti ceramici e ossi animali, cioè scarichi di rifiuti domestici di un insediamento dell’età del bronzo finale. I resti ossei indicano che la comunità era dedita alla pastorizia e, in misura minore, all’allevamento di suini e bovini.

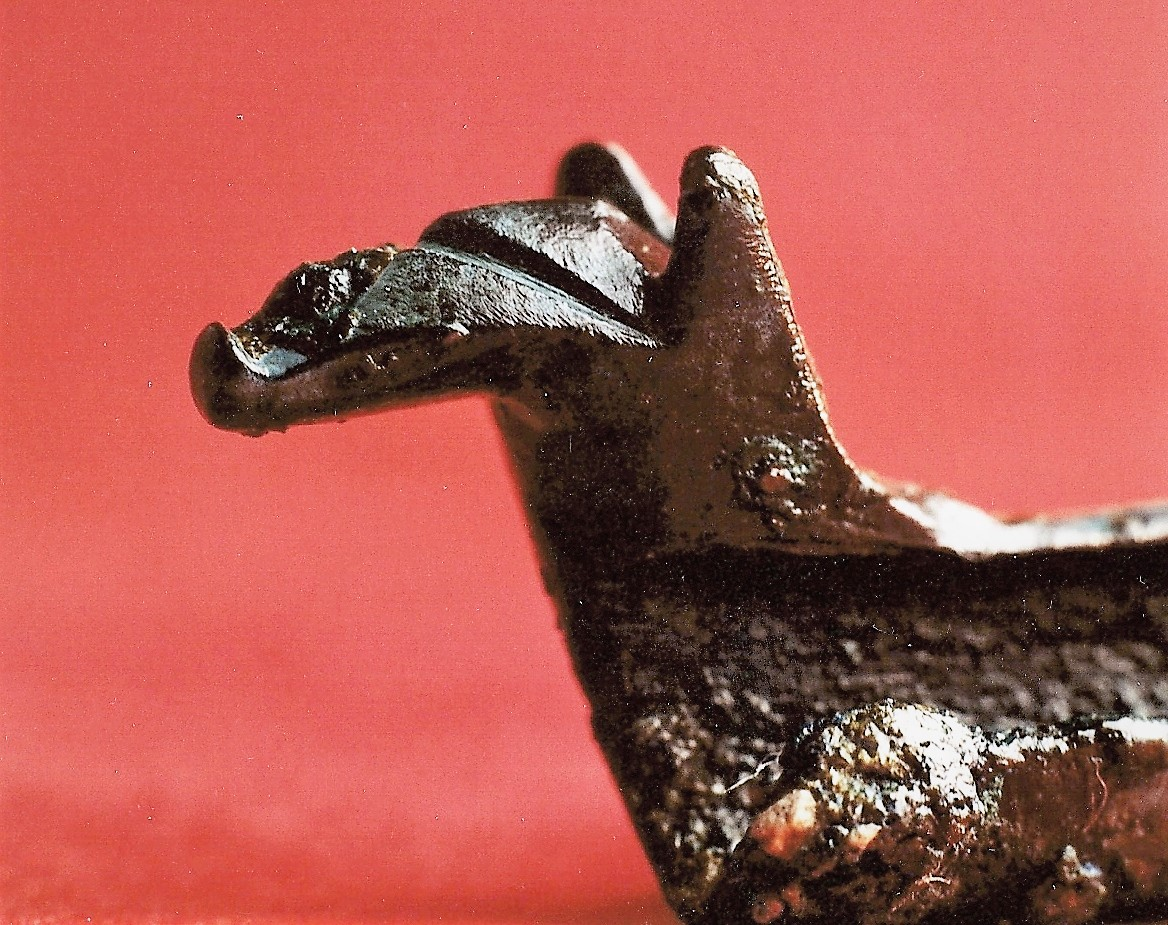
Particolare di staffa di fibula configurata a testa di cavallo (V-IV secolo a. C.).

La continuità della frequentazione del sito è testimoniata da pochi ma eloquenti oggetti attribuiti alle fasi più avanzate dell’età del ferro. Due bronzetti, raffiguranti il cosiddetto guerriero in assalto (uno recentemente scomparso dal museo dove tutto il materiale archeologico è conservato) e un frammento di fibula con staffa configurata a testa di cavallo, suggeriscono la presenza di un luogo di culto ubicato sulla sommità del colle. Gli oggetti sono chiaramente degli ex-voto attestati in numerosi santuari paleoveneti del Veneto orientale.

#### L’edificio romano

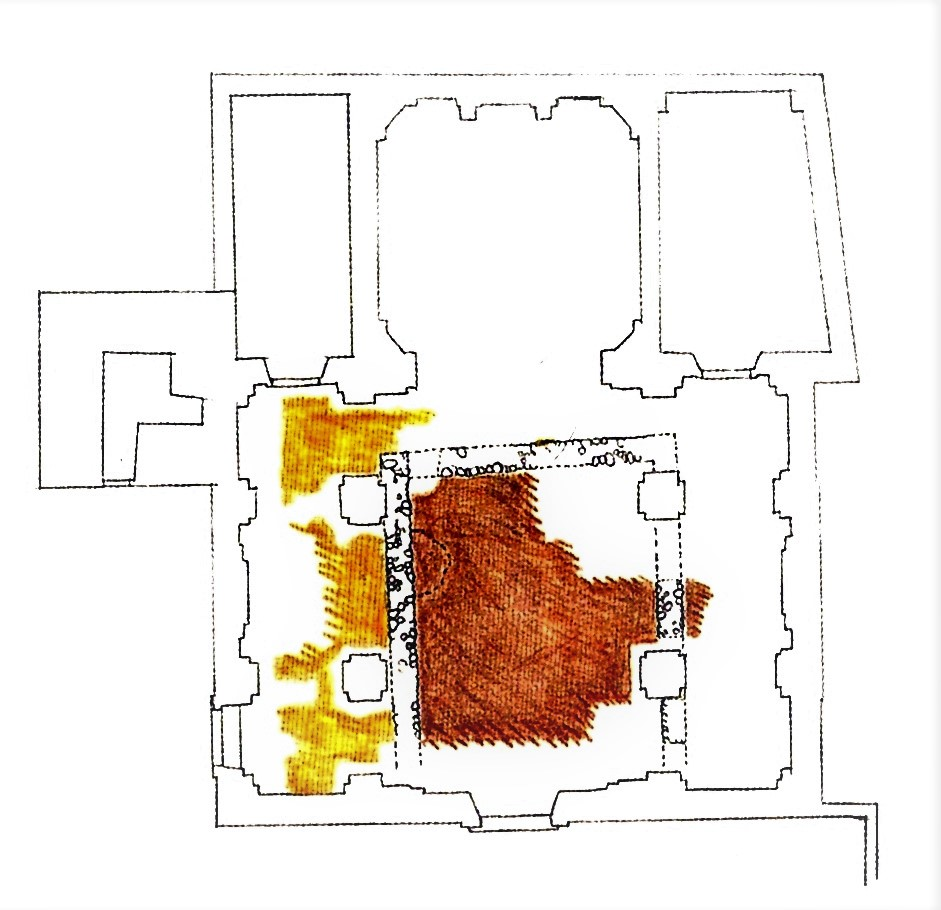
Planimetria con i resti dell'Edificio A di epoca romana: l'area in giallo indica l'estensione dello strato US 4, accumulatosi alla fine del VI secolo, che concerne l'ambito coperto dell'edificio; l'area in marrone evidenzia la superficie di uno strato molto scuro US 30, corrispondente ad un esterno (rilievo 1985).

La presenza romana è attestata dai resti di un complesso edilizio (villa) (definito Edificio A), il quale è costruito dopo una serie di sbancamenti che cancellano le tracce insediative precedenti. La parte superstite della costruzione, rinvenuta al centro dell’aula della chiesa, è costituita da tre tratti rettilinei di muro disposti quasi ortogonalmente fra loro a forma di “C”. Lo spazio coperto dell’edificio è localizzato nella parte convessa della “C”, mentre uno strato di colore grigio-nero, molto scuro a causa dell’intensa antropizzazione, è interpretato come spazio adibito a zona verde (giardinetto?); esso è del tutto assente all’esterno dei muri dove, viceversa, sono comparsi strati ricchi di materiale d’epoca romana. La maggior parte dei reperti testimonia un discreto status sociale ed economico dei fruitori della luogo dal I secolo a.C. alla metà del II secolo d.C. (frammenti di ceramica di servizio fine da mensa, anfore, oggetti d’uso personale, monete, presenza di pavimenti mosaicati e pareti affrescate): una grande villa suburbana di proprietà di esponenti dell’aristocrazia provinciale (forse ricchi possidenti terrieri).
La presenza di parti di sarcofago di III e IV secolo, confermerebbe l’esistenza nei pressi di una zona destinata a necropoli (le lastre, spesso scolpite, sono successivamente utilizzate in pavimenti di epoche successive con la parte lavorata rivolta al terreno). Questi reperti non sono comunque sicuri indicatori di un precoce processo di cristianizzazione del territorio.

#### La rioccupazione del VII secolo
Un’accurata analisi stratigrafica ha consentito di stabilire che alla fine del VII, o al più all’inizio dell’VIII secolo, il luogo dove si innalzava l’edificio romano è sottratto del suo materiale edilizio e successivamente occupato da ignoti che si adattano a vivere fra i suoi ruderi per un lungo periodo, mantenendo un basso tenore di vita.
Questi ignoti frequentatori camminano su battuti di terra, praticano attività legate alla fusione dei metalli, seppelliscono i morti presso gli spazi utilizzati per vivere e praticare le loro attività quotidiane.
Appare evidente che il periodo compreso fra fine della frequentazione dell'Edificio A e la rioccupazione del colle da parte di popolazione a “basso regime” di vita, corrisponde alla presenza longobarda in Friuli. Tale situazione perdurerà fino alla fine dell’VIII secolo, cioè quando la comunità ivi esistente si riorganizzerà ponendo le basi di quello che diventerà un centro stabile con carattere fortificatorio.
Il segnale inequivocabile di questa trasformazione si avrà solo con la comparsa, sulla cima del colle, del primo edificio di culto cristiano, la prima chiesa di San Daniele.

### Edificio di culto cristiano

#### La chiesa incastellata
L’indagine archeologica ha appurato che il primo edificio di culto cristiano è edificato in epoca carolingia (fine VIII-inizio IX secolo). Per realizzarlo si sfruttano parzialmente le strutture murarie superstiti dell'Edificio A, di origine romana. 

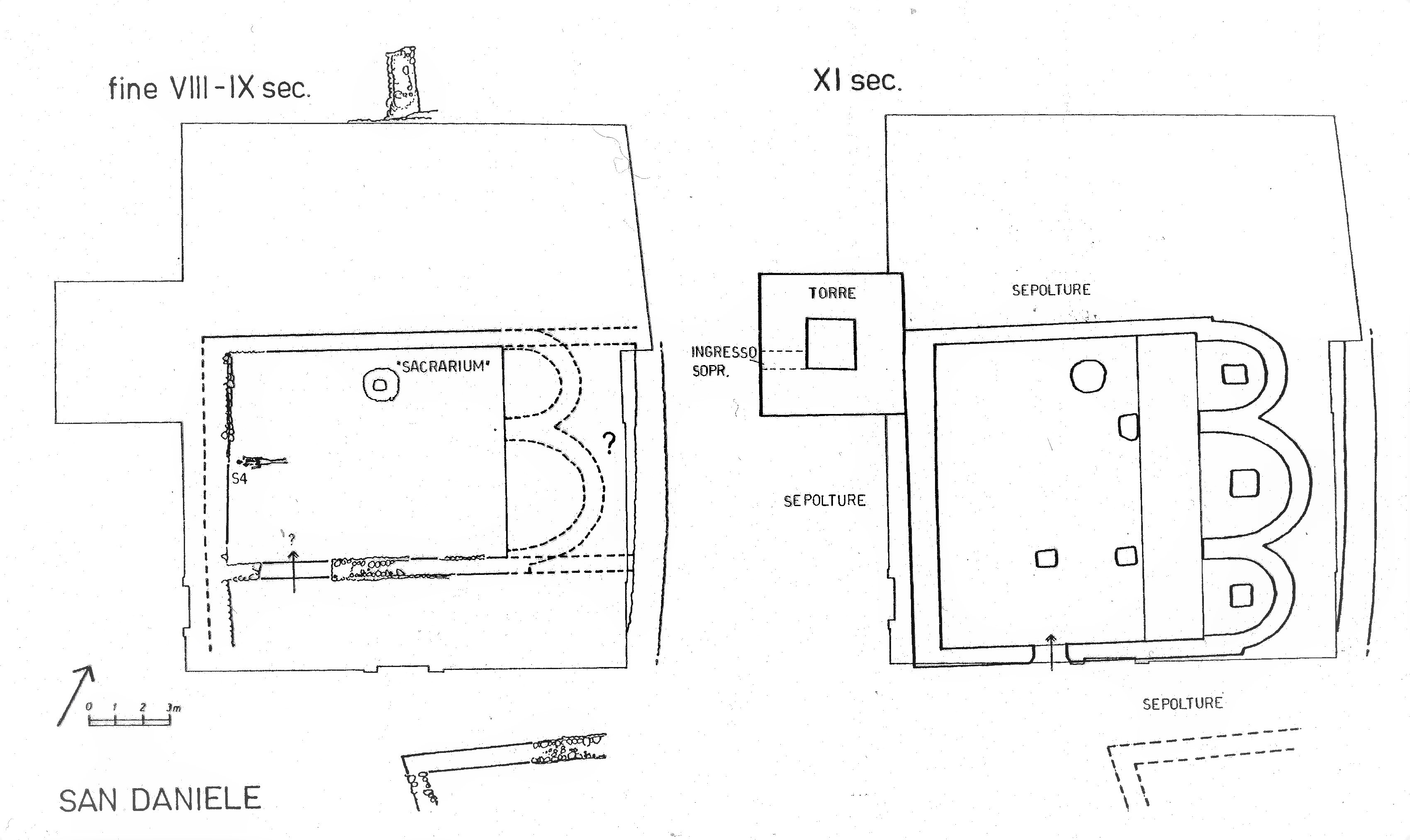
A sinistra: planimetria con resti della chiesa di epoca carolingia (in basso i resti dell'Edificio B); all'interno ubicazione della sepoltura privilegiata S4. A destra: planimetria con i resti della chiesa triabsidata della seconda metà dell'XI secolo, abbinata alla torre (successivamente trasformata in campanile).

L’asse maggiore, contrariamente a quello dell’edificio esistente, segue l’orientamento tradizionale ovest-est; l’interno è suddiviso in due zone: aula (di circa 10.5 x 7.8 m) e presbiterio, rettangolare ( di 4.7 x 7.8 m) (In un primo momento la zona absidale di questa versione iniziale era stata ipotizzata a due absidi semicircolari di differenti dimensioni). L’abside è pavimentata con un conglomerato a base di malta. La tecnica costruttiva dei tratti superstiti sembra imitare quella romana: ciottoli, anche sbozzati, posti in filari suborizzontali su abbondanti letti di malta ricca di calce. Aula e presbiterio sono separati da iconostasi, munita di plutei decorati ad intreccio trivimineo e colonnine con capitelli.
L’accesso all’aula, come accertato anche nella prima versione della fase romanica, avveniva solo da sud.
La chiesa è fruita per un lungo lasso di tempo, durante il quale è affiancata a meridione dall'Edificio B.
La presenza dell’unica sepoltura (indicata con la sigla S4) accertata all’interno dell’edificio merita grande attenzione per il suo significato storico.

##### Il sepolto S4

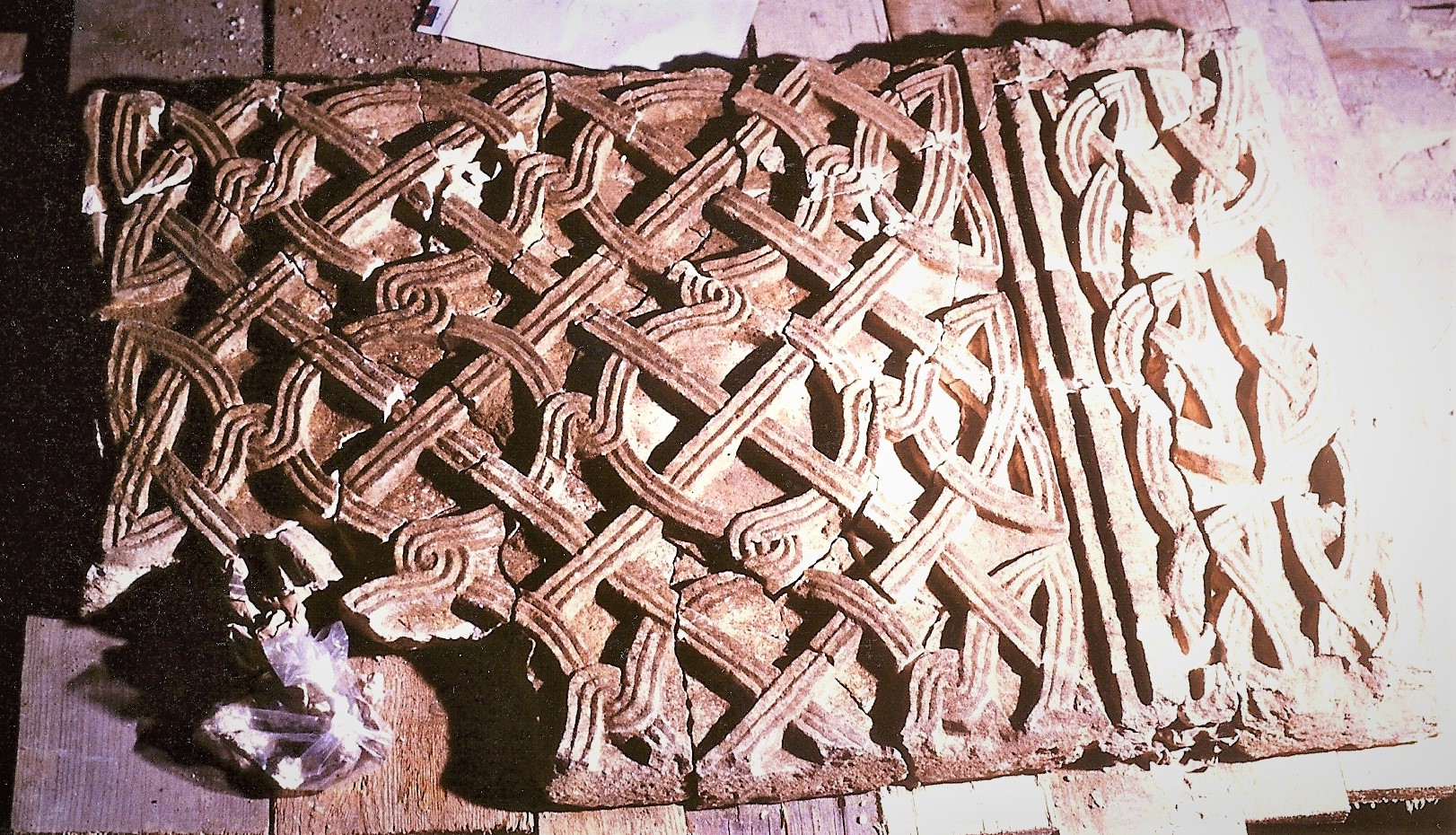
Lastra di pluteo con decorazione ad intreccio trivimineo (IX secolo), riutilizzata capovolta come lastra pavimentale della chiesa romanica II.

Sepoltura ad inumazione posta esattamente lungo l’asse centrale dell’aula, verso la parete di fondo orientata circa est-ovest (cranio a ovest). Una sottile, quasi impercettibile, traccia scura attorno allo scheletro è stata interpretata come residuo di un sudario che avvolgeva il corpo nudo e privo di corredo. L’analisi antropologica sui resti osteologici ha fornito alcuni interessanti dati sul sepolto: un uomo con struttura ossea massiccia, di statura superiore a 1.70 m, appartenuto allo stroma etnico adriatico, caratterizzato da brachicrania, morto in un’età compresa fra i 40 e i 50 anni. Ad eccezione del solo omero destro mancante, tutte le ossa dell’individuo sono state trovate perfettamente in connessione. L’attenta analisi stratigrafica ha rivelato che la sepoltura è avvenuta in un momento impreciso della vita della prima chiesa; infatti il taglio della fossa incide il pavimento US 9 dell’edificio. Questa tomba, tuttavia, è riaperta durante la fase di vita della chiesa successiva, la cosiddetta romanica I: il pavimento è tagliato e il riempimento asportato fino ad un certo punto. Successivamente, il vuoto è riempito con due strati, il più alto dei quali è ricchissimo di semi combusti che sono depositati solo sopra l’area dell’inumazione.
Durante il periodo di vita della chiesa romanica I, lungo il lato ovest, ma all’esterno, sono ricavate delle tombe in muratura non orientate. A un più attento esame, è evidente che l’organizzazione “caotica” delle sepolture in realtà sembra favorire quelle tombe che tendono alla ricerca di uno spazio di seppellimento più vicino possibile a un “polo” di attrazione posto oltre il muro di cinta, dove cioè si trova l’inumato S4. La probabile riapertura della tomba S4 è stata messa in relazione con l’assenza dell’omero destro, asportato con l’intenzione di trasformare l’osso in reliquia. Ciò spiegherebbe anche l’apparente ricerca di uno spazio di sepoltura accanto alla tomba privilegiata riservata a personaggio autorevole. Si è giunti anche ad ipotizzare un legame fra S4 e le origini leggendarie della chiesa di San Daniele nell’anno 924.

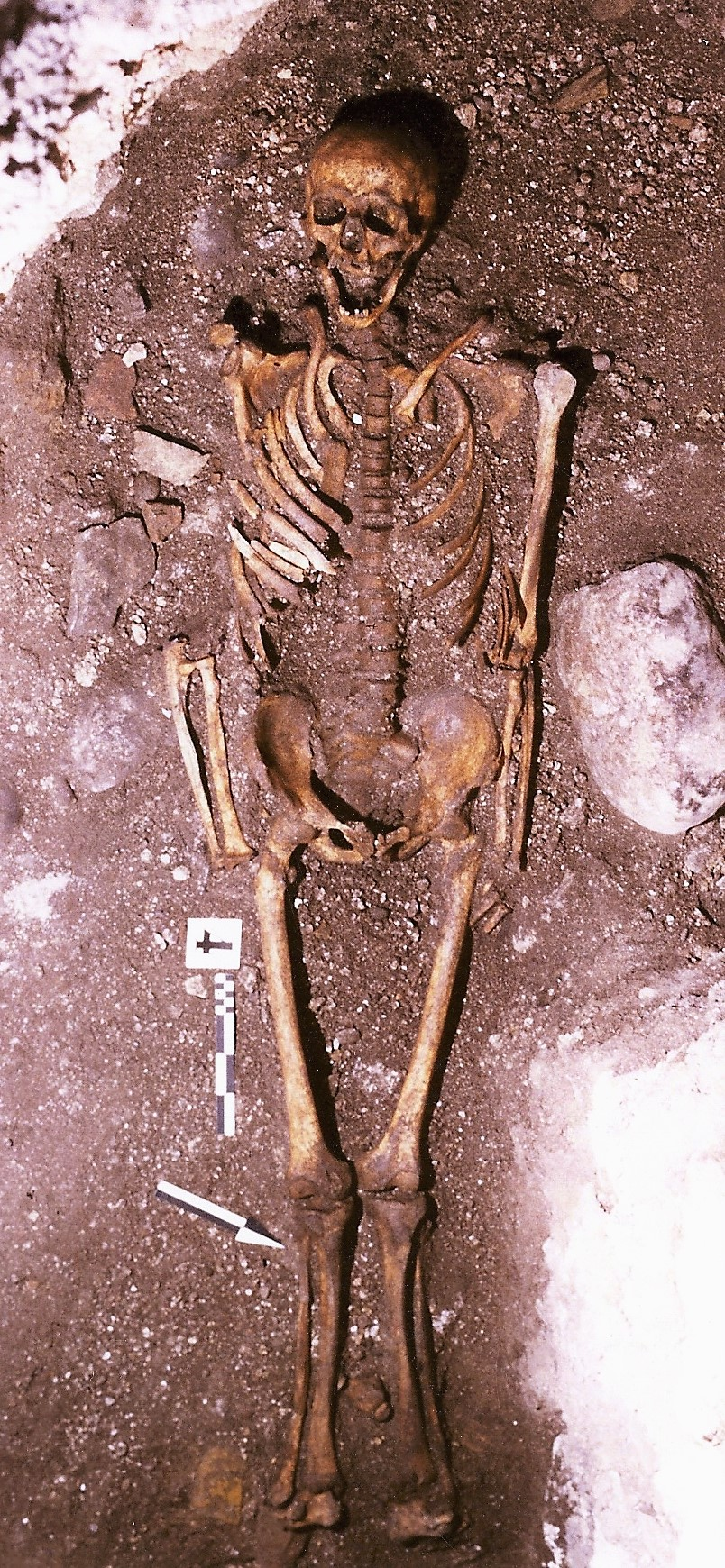
Scheletro della sepoltura n. 4 (S4): unica rinvenuta all'interno dell'edificio sacro, completa di tutte le ossa ad eccezione dell'omero destro, probabilmente asportato a scopo rituale.

Al di là delle suggestioni suggerite dall’evidenza materiale, la presenza della S4, relativa a un individuo “privilegiato” (potrebbe trattarsi dello stesso fondatore dell’edificio sacro o di un suo illustre benefattore; ma non si può escludere fosse un autorevole membro della classe dominante così come del clero, distintosi per qualche motivo), testimonia l’esistenza di una classe egemone durante la vita della chiesa.
Ciò significa che il punto di riferimento cultuale è il risultato di una precisa volontà di riorganizzazione spaziale di tutto l’ambito della cima del colle; riorganizzazione che può essere avvenuta nel momento della sostituzione del ducato longobardo con quello franco (carolingio). Questa prima chiesa si può ragionevolmente considerare parte di una fortificazione (un castrum altomedievale o chiesa incastellata), nella quale poteva trovare rifugio la popolazione di un aggregato insediativo stabile e “strutturato”, controllato da un’autorità locale, laica o religiosa, affiancata da una di tipo militare, ubicato nei suoi pressi, al di fuori del recinto fortificato.

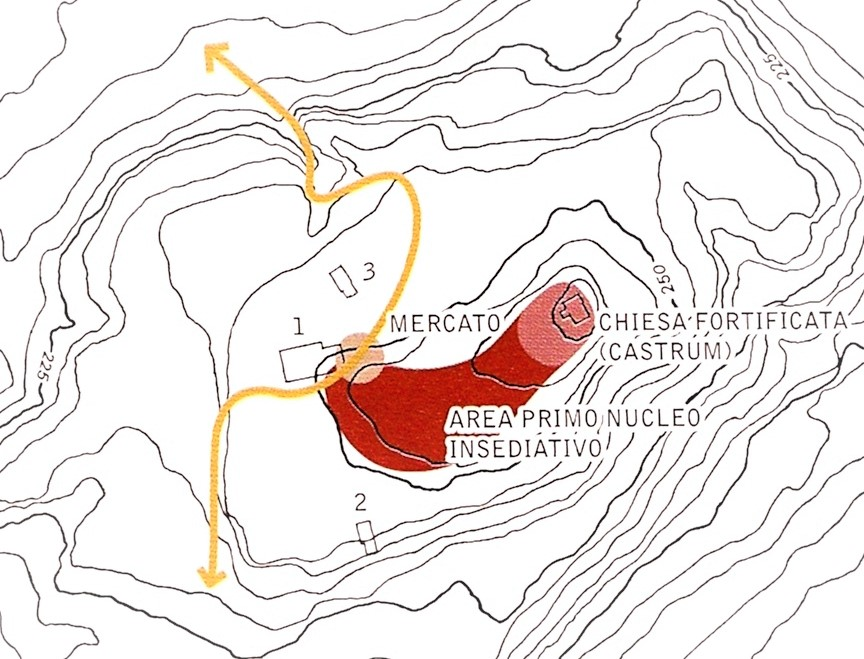
Orografia del colle di San Daniele con limiti ipotetici del primo nucleo insediativo, a ridosso della chiesa fortificata (castrum) (fine VIII-seconda metà XI secolo). 1, 2, 3: ubicazione attuale rispettivamente del Duomo, della chiesa della Fratta e della chiesa di Sant'Antonio.

Dal castrum si genererà il castello feudale, mentre l’aggregato extramoenia è il nucleo da cui si svilupperà la struttura urbana di San Daniele.

#### La chiesaromanica I
Nel corso della seconda metà dell’XI secolo la chiesa è dotata di tre absidi semicircolari (quella centrale di diametro maggiore), di fascia presbiteriale pavimentata con lastre di pietra e di aula a tre navate, separata dal presbiterio da una balaustra. Ogni abside era munita di altare; l’aula (larghezza totale di 11.20 m) era pavimentata con grossi conci e lastre di pietra; non si esclude che questo tipo di rivestimento ricoprisse solo la navata centrale, mentre le navate laterali e le absidi erano in battuto di malta. Circa al centro della navatella nord era ubicato il sacrarium (un pozzetto con apertura di o.43 m, utilizzato per versarvi le lavature dei vasi sacri o i resti degli oggetti consacrati). L’accesso all’aula avveniva ancora da sud. Resti di tombe in muratura sono comparsi sui lati nord, sud ed ovest (qui, come ricordato, poste in modi differenti e affastellate l’una all’altra).
La trasformazione dell’edificio di culto è senz’altro legata alla modifica del suo contesto architettonico-urbanistico: da castrum, con funzione di rifugio per la popolazione, a residenza di un signore feudale. (I nobili di Varmo nel corso del tempo, diventeranno i signori più importanti del castello sandanielese anche se, da un certo momento in poi, alcuni membri di questa famiglia assumeranno il predicato di nobili di San Daniele, distinguendosi e contrapponendosi ai primi).

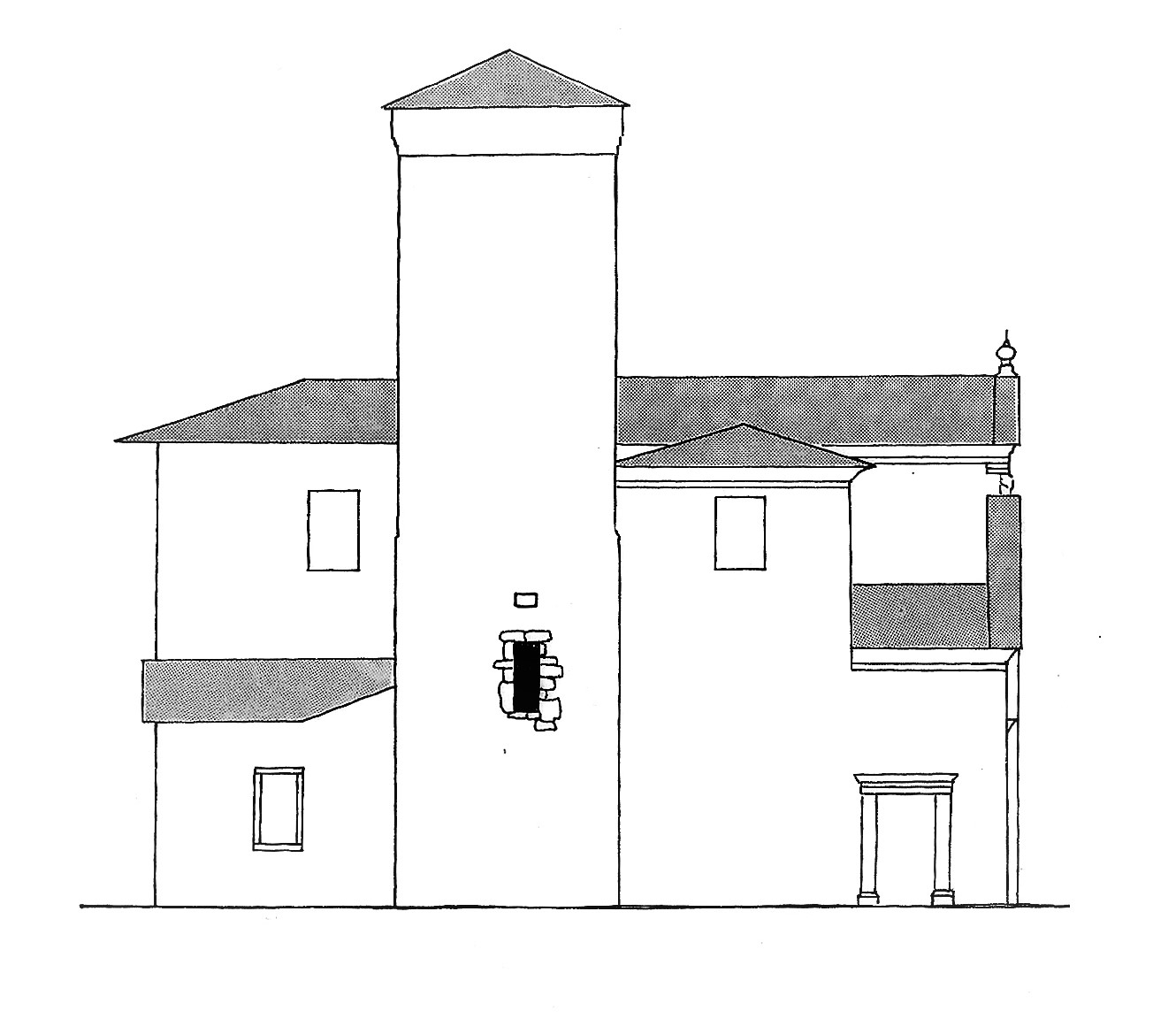
Prospetto ovest della chiesa settecentesca e della torre, originariamente appartenuta al castello feudale (lo testimonia anche l'alto posizionamento dell'accesso, la postierla soprelevata), in seguito trasformata in campanile (rilievo del 1984).

Nel corso del XII secolo alla chiesa triabsidata, presso l’angolo nord-ovest, è affiancata una torre di cui sopravvivono le strutture in quanto successivamente trasformata in campanile. La torre (lati esterni 5.20 x 5.20 m, spessore murario alla base 1.80 m, superficie interna 4 mq) è fornita di ingresso soprelevato (postierla) sul lato ovest. Gran parte della muratura è costituita da conci di pietra calcarea, ben squadrati e posti in opera con cura in filari orizzontali di altezza diversa.

#### La chiesaromanica II
Intorno ai primi anni del XIII secolo, con un singolare rito che prevede la costruzione di uno stampo per la fusione di una campana all’interno della chiesa, si danno avvio ad ulteriori lavori di rinnovamento dell’edificio. Le tre absidi vengono pavimentate con lastre di pietra, analogamente all’antistante zona presbiteriale. Il pavimento dell’aula è ricostruito in tenace cocciopesto da cui emergono delle piccole basi di pietra utilizzate per l’appoggio di elementi verticali (supporti lignei della copertura?). Fra presbiterio e aula si trova una balaustra (asportata nella ristrutturazione del 1438). L'ingresso continua a rimanere a sud.

#### La chiesa del 1438

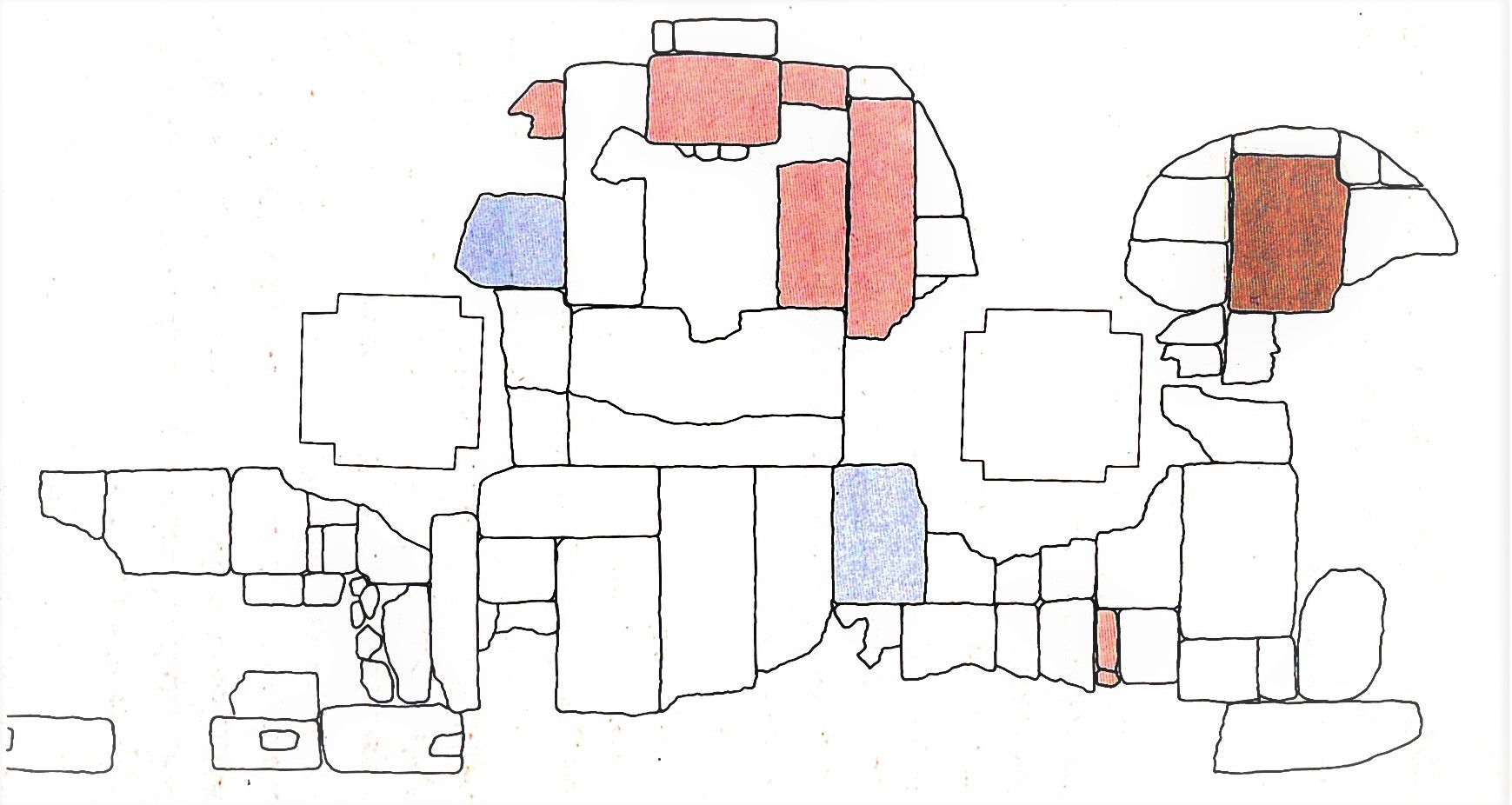
Planimetria della pavimentazione della zona presbiteriale, con absidi, della fase romanica II e discriminazione cronologica delle lastre di pietra con la parte scolpita verso terra. In marroncino: frammento di lastra di soffitto (I secolo d.C.); in rosa: frammenti di sarcofago decorati o con iscrizioni (III-IV secolo); in azzurro: frammenti di pluteo (VIII-IX secolo).

La chiesa viene ripristinata nel 1438. Autore dell’intervento è il magistro Bertone fu Odorico di Pretto il quale interviene sui muri perimetrali laterali, sul tetto e su tratti del pavimento. In questo momento l’ingresso principale è spostato a ovest, con conseguente copertura del gruppo di tombe in muratura poste su quel lato. Questa azione è conseguenza di qualche modifica strutturale all’interno del circuito murario castellano entro cui si trovava la chiesa. Nel 1511 il castello è danneggiato sia in seguito a una rivolta popolare (conosciuta con il nome di Zobia Grassa, “rivolta del Giovedì Grasso”) sia per azione di un forte terremoto. Tuttavia l’intero complesso fortificato non è totalmente danneggiato e lo si continua a fruire (risulta un ripristino del 1517). Sarà abbandonato nei decenni successivi, come ricorda nel 1567 Girolamo di Porcia (v. Storia).

#### La chiesa del 1666
Pur essendo tutto il complesso del castello in abbandono, fra il 1666 e il 1668 la chiesa è oggetto di un nuovo intervento che modifica soprattutto l’aspetto della zona absidale.
Le absidi semicircolari sono sostituite da un presbiterio più ampio, pavimentato in cocciopesto e rialzato di due gradini rispetto al piano dell’aula, anch’essa ripavimentata in cocciopesto. A sud è presente la sagrestia e a nord la cappella dedicata a san Sebastiano (costruita nel 1511). L’artefice dell’intervento è Valentino Cassino.
Infine, come già ricordato, la chiesa è completamente demolita e assume l’attuale aspetto con i lavori del 1747/’55.